# Колумбийский венатчи
Колумбийский венатчи (Chelan, Columbia-Moses, Columbia-Wenatchi, Columbian, Moses-Colombia, Moses-Colombia Salish, Wenatchee, Wenatchi, Wenatchi-Columbia) — вымерший внутреннесалишский язык, на котором говорил народ с одноимённым названием, который проживает в индейской резервации Колвилл на севере центральной части штата Вашингтон в США. Имел колумбийский и венатчи диалекты. Последний носитель колумбийского венатчи умер в 2023 году.